# Macul
Macul ist eine Gemeinde der Región Metropolitana de Santiago mit 116.534 Einwohnern (2017). Sie liegt in der Provinz Santiago.

## Geschichte
Macul war eines von fünf indigenen Dörfern, die sich vor der Ankunft der Spanier in der Region Ñuñohue befanden. Seine Wirtschaft basierte aufgrund des fruchtbaren Bodens in der Gegend stark auf der Landwirtschaft.
Bis zum 17. Jahrhundert behielt die Gegend um Ñuñoa ihren landwirtschaftlichen Charakter, jedoch begann die Entwicklung eines Straßensystems, das die Verbindung mit der Stadt Santiago verstärkte. Während des 19. Jahrhunderts wurden Eisenbahnen und Wohnsiedlungen erbaut und ein Gesetz über die autonome Gemeinde verabschiedet, so dass sich der rein ländliche Charakter von Ñuñoa und Macul veränderte.
Seit 1930 verstärkte Ñuñoa seinen Siedlungscharakter, und aufgrund der sehr gut zugänglichen Infrastruktur für Transport und Kommunikation mit dem Rest der Stadt entwickelte sich Ñuñoa zu einer weitgehend industrialisierten Siedlung, in der sich zahlreiche Fabriken ansiedelten. Ab 1960 wurde das Territorium von Macul zum städtischen Erweiterungsgebiet der Stadt Santiago erklärt, wobei es die kritische Masse und das Maximum für die Erschließung von Land als städtisches Gebiet erreichte und zu 100 % erschlossen wurde. Anfang der 1970er Jahre wurde die Ringstraße Américo Vespucio eröffnet, die eine weitere Entwicklung ermöglichte.
Im Jahr 1981 wurde Ñuñoa in drei Gemeinden unterteilt: Ñuñoa, Peñalolén und Macul. 1984 wurde Macul schließlich offiziell eine Gemeinde mit eigener Verwaltungshoheit.

## Demografie
Laut der Volkszählung 2017 lebten in der Gemeinde Macul 116.534 Personen. Davon waren 55.161 Männer und 61.373 Frauen, womit es einen leichten Frauenüberschuss gab.

## Wirtschaft
Macul ist vorwiegend eine Wohn- und Industriezone, aber die lokalen Aktivitäten haben zugenommen und sich diversifiziert, was eine allmähliche Veränderung der Infrastruktur bewirkt hat. Die meisten Einwohner sind Angehörige der Mittelschicht.